# Lopesia caulinaris
Lopesia caulinaris är en tvåvingeart som beskrevs av Maia 2003. Lopesia caulinaris ingår i släktet Lopesia och familjen gallmyggor. Inga underarter finns listade i Catalogue of Life.